# Casciana Terme
Casciana Terme är en ort och frazione i kommunen Casciana Terme Lari i provinsen Pisa i regionen Toscana i Italien. 
Casciana Terme upphörde som kommun den 1 januari 2014 och bildade med den tidigare kommunen Lari den nya kommunen Casciana Terme Lari. Den tidigare kommunen hade 3 606 invånare (2013).